# Steve Finnan
Stephen John Finnan (n. 24 aprilie, 1976 în Limerick) este un fotbalist irlandez liber de contract. A evoluat între altele la clubul englez Liverpool FC.

## Legături externe
- Steve Finnan la Soccerbase
- Steve Finnan la liverpoolfc.tv